# Шнеерсон, Хана
Ха́на Шне́ерсон (ивр.  חנה שניאורסון‎; 12 января 1880, Николаев, Херсонская губерния, Российская империя — 12 сентября 1964, Бруклин, Нью-Йорк, США) — ребецн, жена главного раввина Екатеринослава-Днепропетровска Леви Ицхака Шнеерсона, мать Седьмого Любавического Ребе Менахем-Мендла Шнеерсона.

## Биография

### Юность
Родилась 12 января 1880 года (28 Тевета 5640 года) в семье раввина Николаева Меира-Шломо Яновского и его жены Рахель, дочери Ицхака Пушнича, раввина города Добринка. Получила еврейское образование от своего отца, а также от своего прадеда, раввина Авраама Давида Лавута. У Ханы было две младшие сестры Гиттель и Эттель, а также младший брат Исраэль-Лейб, скончавшийся в младенчестве.

### Брак с Леви Ицхаком Шнеерсоном
В 1900 (5660) году вышла замуж за Леви Ицхака Шнеерсона, праправнука по отцовской линии Третьего Любавического Ребе Менахем-Мендла (Цемах Цедека). Этот союз был организован Пятым Любавическим Ребе Шолом-Дов-Бером. У Леви Ицхака и Ханы родилось трое сыновей: старший сын Менахем-Мендл (будущий Седьмой Любавический Ребе); второй сын Дов-Бер (убит нацистами во время Второй мировой войны в Игрене под Днепропетровском, ныне Днепр; третий сын Исраэль-Арье-Лейб был математиком и скончался в 1952 году, похоронен в Цфате в Израиле.

### Годы в Екатеринославе-Днепропетровске
В 1907 (5667) году супруги переехали в Екатеринослав (ныне Днепр). В 1909 году Реб Леви Ицхак стал раввином Екатеринослава и даже был раввином Украины (до 1939 года). Ребецн Хана помогала своему мужу, который был лидером евреев города. Дом супругов стал эпицентром еврейской жизни Екатеринослава. Хана давала евреям советы по личным, научным и духовным вопросам, организовывала на дому встречи с еврейскими женщинами, на которых обсуждались различные вопросы. В 1926 (5687) году Хана отправилась в Ленинград к Шестому Любавическому Ребе Йосефу Ицхоку Шнеерсону, чтобы поговорить о женитьбе её старшего сына Менахем-Мендла и средней дочери Ребе Хаи-Мушки. В 1927 (5688) году старший сын Менахем-Мендл попрощался с родителями и покинул Екатеринослав, чтобы стать учеником своего будущего тестя Шестого Любавического Ребе Йосефа Ицхока Шнеерсона, который проживал тогда в Риге. С отцом Менахем-Мендл уже больше не увидится. С матерью Ханой он встретится спустя 20 лет в Париже. Зимой 1928 (5689) года Менахем-Мендл женился на средней дочери Шестого Ребе Хае-Мушке Шнеерсон (1901-1988). Свадьбу сыграли в Варшаве, однако Леви Ицхак и Хана не смогли присутствовать на ней из-за давления советских властей. Они устраивают фарбренген (застолье) у себя в доме в Днепропетровске.

### Годы в изгнании в Казахстане
В 1939 (5699) году раввин Леви Ицхак Шнеерсон был обвинён в антисоветской деятельности, а через год сослан в Казахстан в посёлок Чиили на 5 лет. Хана последовала за мужем, чтобы вместе разделить все тяготы и лишения. В Чиили супруги страдали от голода и ограничений в передвижении. В 1944 (5704) срок Леви Ицхака завершился и супруги получили разрешение переселиться в Алма-Ату. Однако в том же году (20 Ава 5704 года) раввин Леви Ицхак скончался.

### Отъезд из Советского Союза
В 1947 (5707) году ребецн Хана Шнеерсон покидает Советский Союз, забрав с собой рукописи мужа. Доверенные лица тайно переправляют её в Польшу, а затем в Германию. После этого ребецн Хана наконец прибывает в Париж и воссоединяется с сыном Менахем-Мендлом.